# Джозеф Аттама
Джозеф Аттама (англ. Joseph Attamah, нар. 22 травня 1994, Аккра) — ганський футболіст, півзахисник турецького клубу «Кайсеріспор». Відомий за виступами у складі низки турецьких клубів та національій збірній Гани.

## Клубна кар'єра
Джозеф Аттама народився 1994 року в місті Аккра. Вихованець футбольної школи клубу «Тема Юз». У 2012 році Аттама розпочав грати в основній команді клубу «Тема Юз», в якій грав до 2014 року, взявши участь у 14 матчах чемпіонату.
У 2014 році Джозеф Аттама перейшов до складу турецького клубу «Адана Демірспор», у складі якого грав до 2016 року. 2016 року ганський захисник уклав контракт з іншим турецьким клубом «Істанбул ББ», у складі якого грав до 2019 року, після чого клуб віддав Аттаму в оренду до інших турецьких клубів «Чайкур Різеспор» та «Фатіх Карагюмрюк».
З 2020 року Джозеф Аттама перейшов до турецького клубу «Кайсеріспор». Станом на 22 лютого 2025 року відіграв за команду з Кайсері 119 матчів в національному чемпіонаті.

## Виступи за збірні
У 2013 році Джозеф Аттама грав у складі складу молодіжної збірної Гани. У складі молодіжної збірної грав на молодіжному чемпіонаті світу з футболу 2013 року, на якому ганська молодіжка посіла третє місце. На молодіжному рівні зіграв у 9 офіційних матчах, забив 1 гол.
У 2017 році Аттама дебютував у складі національної збірної Гани. У складі збірної був учасником Кубка африканських націй 2019 року в Єгипті. У національній збірній футболіст грав до 2019 року, загалом зіграв у складі національної збірної 8 матчів, у яких забитими м'ячами не відзначився.
| Дата       | Місто            | Господарі           | Результат | Гості            | Турнір                                  | Голи | Примітки |
| ---------- | ---------------- | ------------------- | --------- | ---------------- | --------------------------------------- | ---- | -------- |
| 1-9-2017   | Кумасі           | Гана                | 2 – 2     | Республіка Конго | Відбір до ЧС 2018                       | -    | 46'      |
| 7-10-2017  | Кампала          | Уганда              | 2 – 1     | Гана             | Відбір до ЧС 2018                       | -    | 86'      |
| 10-10-2017 | Джидда           | Саудівська Аравія   | 0 – 3     | Гана             | товариський матч                        | -    |          |
| 30-5-2018  | Йокогама         | Японія              | 0 – 2     | Гана             | товариський матч                        | -    | 71'      |
| 7-6-2018   | Рейк'явік        | Ісландія            | 2 – 2     | Гана             | товариський матч                        | -    | 46'      |
| 9-6-2019   | Аккра            | Гана                | 0 – 1     | Намібія          | товариський матч                        | -    | 46'      |
| 14-11-2019 | Кейп-Кост        | Гана                | 2 – 0     | ПАР              | Відбір до Кубка африканських націй 2021 | -    | 90'      |
| 18-11-2019 | Сан-Томе (місто) | Сан-Томе і Принсіпі | 0 – 1     | Гана             | Відбір до Кубка африканських націй 2021 | -    | 90+1'    |
| Усього     |                  | Матчів              | 8         |                  | Голів                                   | 0    |          |